# William Gooch

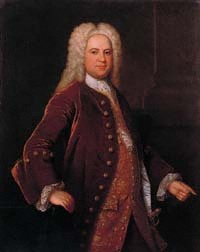
William Gooch, um 1725

Sir William Gooch, 1. Baronet (* 21. Oktober 1681 in Great Yarmouth, Norfolk; † 17. Dezember 1751 in England) war ein britischer Offizier und Kolonialgouverneur.

## Leben
William Gooch war ein Sohn des Thomas Gooch († 1688), Alderman von Great Yarmouth, aus dessen Ehe mit Frances Lone († 1696). Seine Eltern starben schon in seiner Jugend. Dies führte zu einer engen Beziehung zu seinem älteren Bruder Thomas Gooch (1674–1754), der seine Ausbildung koordinierte und nacheinander anglikanischer Bischof von Bristol, Norwich, und Ely wurde. William Gooch war offenbar für ein Studium am Queen’s College der Universität Oxford vorgesehen, stattdessen kaufte er jedoch im Alter von neunzehn Jahren einen Dienstposten als Offizier der Britischen Armee. Er kämpfte zwischen 1701 und 1714 im Spanischen Erbfolgekrieg auf dem europäischen Kontinent. Als er im April 1714 in die Heimat zurückgekehrt war, heiratete er in London Rebecca Staunton († 1775). Die Trauung fand in Fulham Palace, der Residenz des Bischofs von London von London statt, was auf den hohren sozialen Status des Paares hindeutet. 1715 nahm er an der Niederschlagung des Jakobitenaufstands teil und wurde im selben Jahr zum Major befördert, bald darauf verließ er die Armee wegen friedensbedingt zu geringer Aufstiegsmöglichkeiten. Er zog mit seiner Gattin nach Middlesex, wo sie ihm einen Sohn gebar, der jedoch vor ihm starb.
Seine Bekanntschaft mit dem politisch einflussreichen Duke of Newcastle verhalf ihm Anfang 1727 dazu, dass ihn König Georg I. zum Lieutenant Governor der Colony of Virginia ernannte. Sein Vorgänger war der im Sommer 1726 verstorbene Hugh Drysdale, wobei Robert Carter Posten interimsweise übernommen hatte. Da seine Vorgesetzten keinen echten Einfluss auf die Verwaltung übten, war er der eigentliche Gouverneur der Kolonie. Ihm gelang es laut dem Historiker Brent Tarter mittels seiner Menschenkenntnis, seit William Berkeley die beste Beziehung zwischen einem Gouverneur und der virginischen Oberschicht herzustellen. Oft kooperierte er mit der General Assembly, um deren Ziele zu erreichen, beispielsweise die Tabakproduktion zu begrenzen und eine Sklavensteuer einzuführen. Diese dienten dazu, den Tabakpreis zu erhöhen. 1730 veranlasste er den kontroversen Act for Amending the Staple of Tobacco; and for Preventing Frauds in His Majesty’s Customs, auch bekannt als Tobacco Inspection Act, das wichtigste Gesetz seiner Amtszeit. Dieser schrieb eine Qualitätskontrolle des Tabaks vor dem Verkauf vor, um zu verhindern, dass die Billigware „trash tobacco“ den Marktpreis niederdrücken könne. Das Gesetz war unter vielen Bauern sehr unpopulär und führte nördlich des Rappahannock River zu mehreren Ausschreitungen. Gooch reagierte mit dem Dialog A Dialogue between Thomas Sweet-Scented, William Oronoco, Planters, both Men of good Understanding, and Justice Love-Country, who can speak for himself, Recommended To the Reading of the Planters. By a sincere Lover of Virginia, in dem er die Vorteile des Gesetzes einfach und klar verständlich erläuterte. Trotz des Widerstandes erhöhte das Gesetz tatsächlich die Marktpreise. Als treuer Anglikaner sah er es als seine Pflicht an, die Staatskirche vor den Dissenters zu schützen, weshalb er gegen Ende seiner Amtszeit eine Proklamation gegen sie erließ.

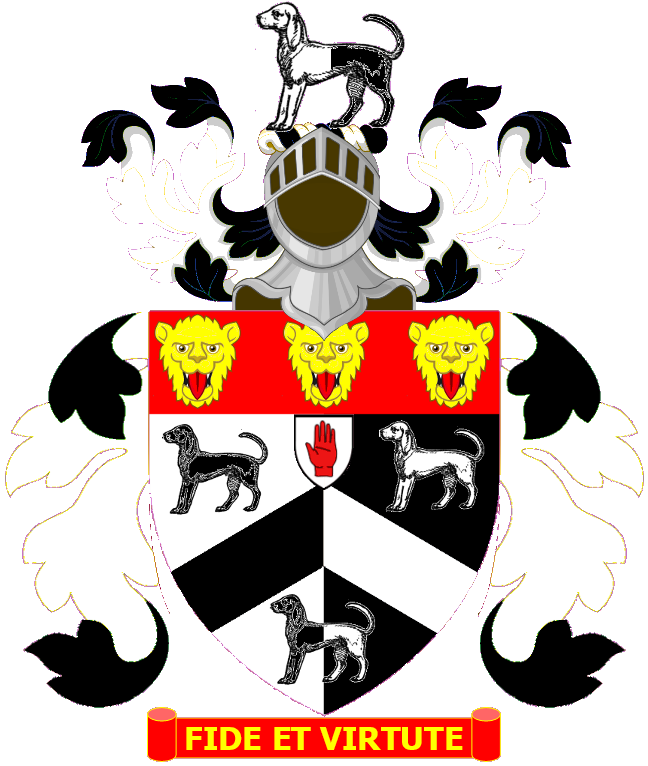
Wappen des Sir William Gooch, 1. Baronet

Im Rahmen des War of Jenkins’ Ear bereitete die britische Armee den erfolglosen Angriff auf die spanische Hafenstadt Cartagena vor und stellte dazu 1739 auch mit Personal aus den nordamerikanischen Kolonien ein Infanterieregiment auf. Gooch wurde 1740 zum Colonel dieses ca. 3700 Mann starken amerikanischen Regiments ernannt, das nach ihm Gooch’s American Regiment genannt wurde. Er führte sein Regiment in die ab März 1741 beginnende Schlacht von Cartagena und wurde dabei verwundet. Eine Kanonenkugel streifte seine beiden Knöchel, was ihn teilweise verkrüppelte und ihm für den Rest seines Lebens Schmerzen bereitete. Im Mai 1741 wurde der Angriff erfolglos abgebrochen und das Regiment nach Jamaika abgezogen, wo man eine Invasion Kubas vorbereitete. Da Tropenkrankheiten die britischen Truppen stark dezimierten wurde die Invasion schließlich abgesagt, Goochs Regiment im Oktober 1742 aufgelöst und die verbliebenen Soldaten in die Heimat entlassen. Der verwundete Gooch selbst war bereits im Juli 1741 zu seinem Amtssitz in Williamsburg zurückgekehrt, womöglich an Malaria erkrankt. Während des King George’s War wurde er 1746 zum Brigadier-General befördert und zum Kommandeur eines amerikanischen Regiments ernannt, das sich an einem geplanten Angriff auf die französische Stadtfestung Québec beteiligen sollte. Aufgrund seiner schlechten Gesundheitszustands begleitete er die Truppen nicht persönlich und der Feldzug gegen Québec wurde schließlich abgesagt. Am 4. November 1746 verlieh ihm König Georg II. in der Baronetage of Great Britain den erblichen Adelstitel Baronet, of Benacre Hall in the County of Suffolk. Die Verleihung erfolgte mit dem besonderen Zusatz, dass er in Ermangelung eigener männlicher Nachkommen auch an seinen Bruder Thomas und dessen männliche Nachkommen vererbbar sei. 1747 erreichte er den Rang eines Major-General. Er erholte sich gesundheitlich nie von der Cartagena-Expedition. Nachdem ihn die Nachricht erreicht hatte, dass sowohl sein einziger Sohn als auch sein einziger junger Enkel gestorben waren, legte Gooch 1749 sein Amt als Gouverneur nieder und kehrte nach England zurück.
Er verbrachte seine letzten Jahre vorwiegend bei seiner Gattin in Middlesex bei London. Wegen seiner schwachen Gesundheit reiste er mehrfach zur Kur nach Bath und starb im Dezember 1751 während einer Rückreise aus Bath. Er wurde in der St.-Nicholas-Kirche in seinem Geburtsort Great Yarmouth bestattet. Seinen Adelstitel erbte sein Bruder Thomas.
Das Goochland County in Virginia ist nach ihm benannt.